# CRASH
CRASH var en datortidning som täckte ZX Spectrum-datorn. Tidningen utgavs åren 1984 till 1991 av Newsfield och från 1991 till 1992 av Europress. Tidningen började ursprungligen som en mjukvarukatalog för ovan nämnda dator.